# ميجي مورا

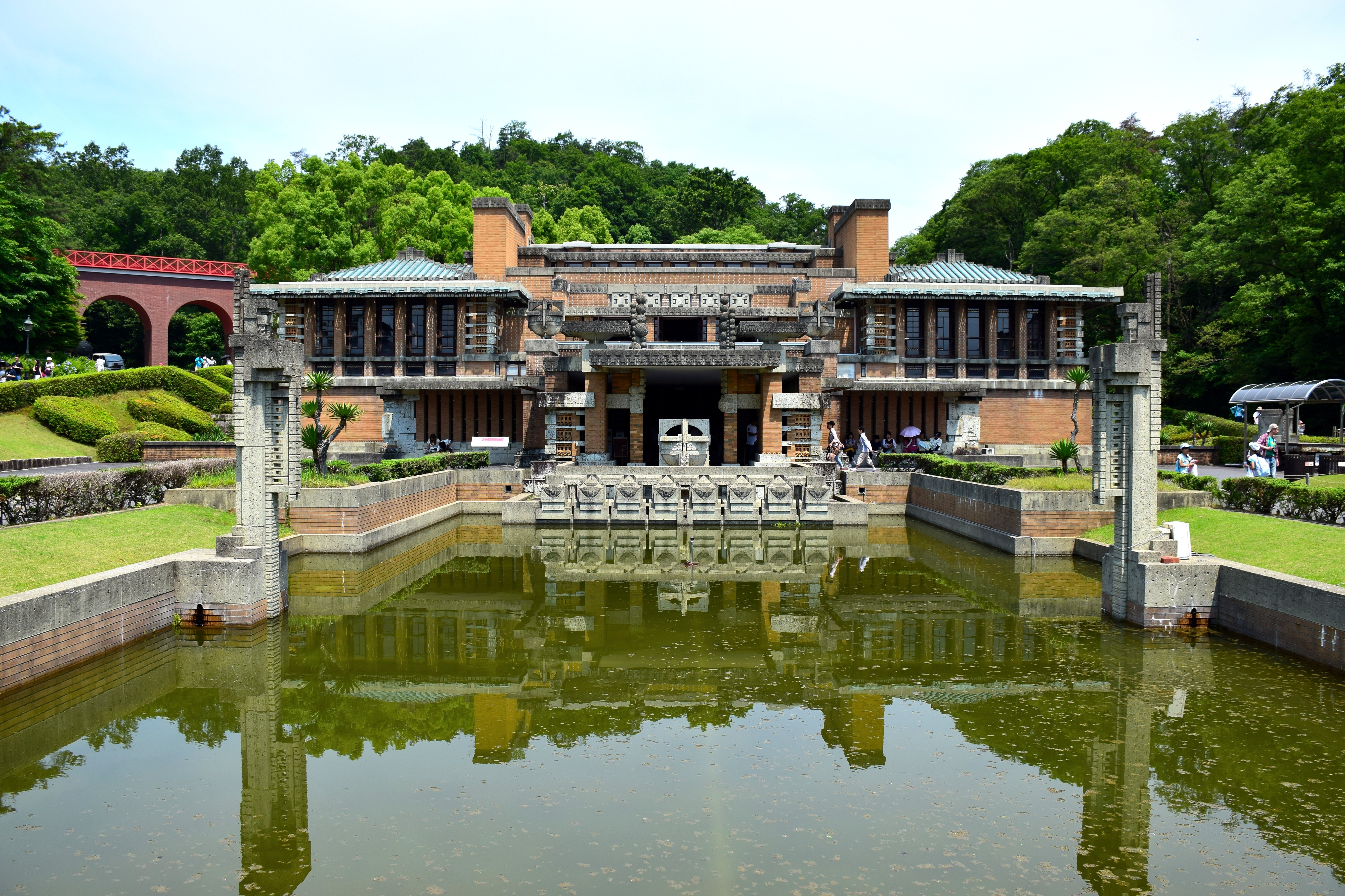
في ميجي مورا في إينوياما، هناك مكان يسمى "الردهة الرئيسية"، وهي جزء مهم من فندق إمبريال القديم. فندق إمبريال القديم صممه فرانك لويد رايت، وهو مهندس معماري مشهور. الردهة الرئيسية هي جزء من هذا الفندق التاريخي التي يهتم بالحفاظ عليها بشكل خاص في ميجي مورا.

ميجي مورا (متحف قرية ميجي) 博物館明治村, هاكوبتسو كان ميجي مورا هو متحف معماري في الهواء الطلق / حديقة ترفيهية في إينوياما، بالقرب من ناغويا في محافظة آيتشي، اليابان. تم افتتاحه في 18 مارس 1965. يحتفظ المتحف بالمباني التاريخية من فترة ميجي في اليابان (1867-1912) وفترة تايشو (1912-1926) وأوائل فترة شوا (1926-1947). تم نقل أكثر من 60 مبنى تاريخي وإعادة بناؤها على مساحة تبلغ 1 كيلومتر مربع من التلال المتدحرجة بجانب بحيرة إيروكا. أبرز المبنى في المكان هو المدخل الرئيسي و الردهة المعاد إعمارهما لفندق إمبيريال الشهير الذي صممه فرانك لويد رايت، والذي كان يقع في طوكيو من عام 1923 إلى عام 1967 عندما تم هدم الهيكل الرئيسي ليتم إنشاء نسخة جديدة وأكبر من الفندق.

## تاريخ

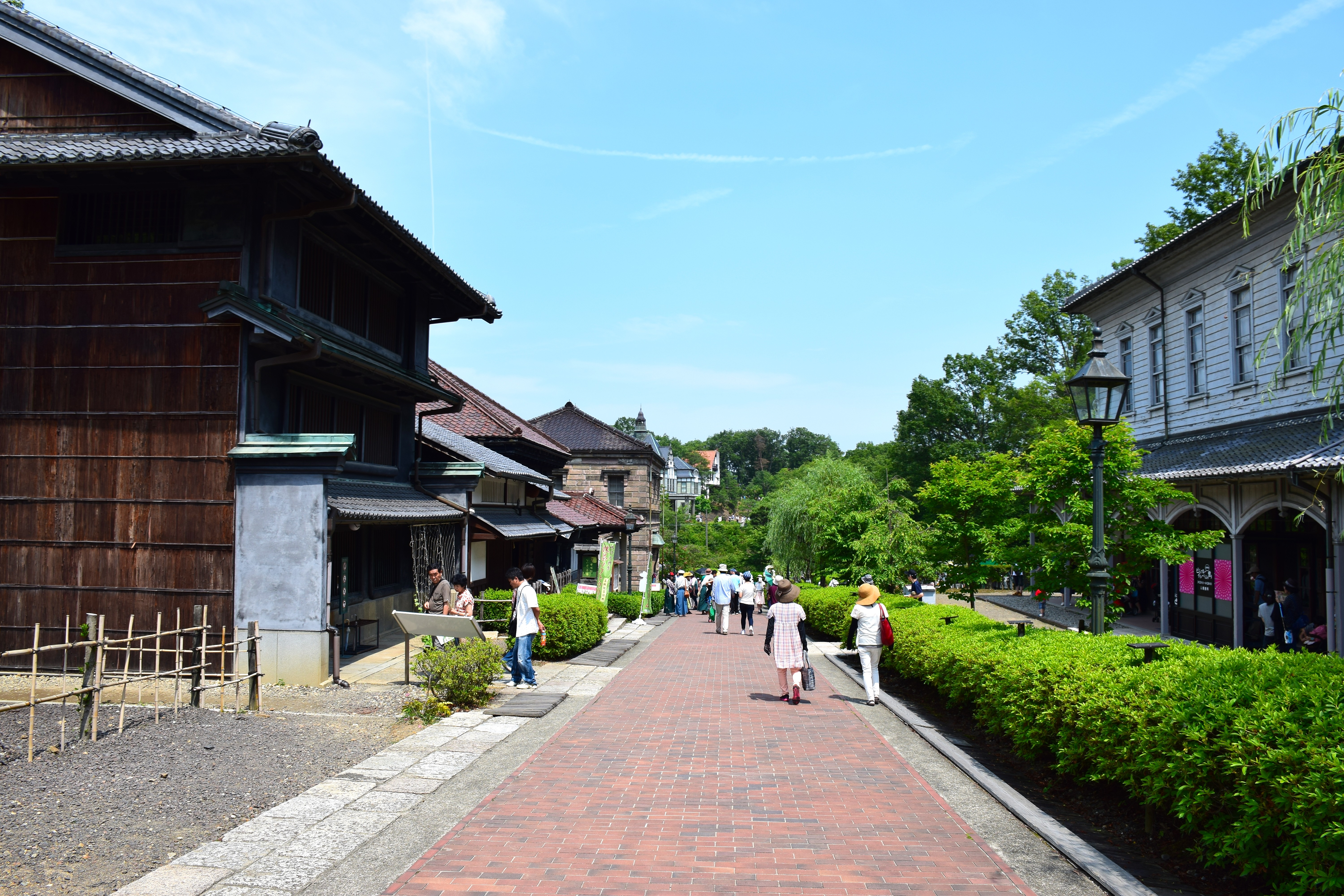
الشارع العام للقرية

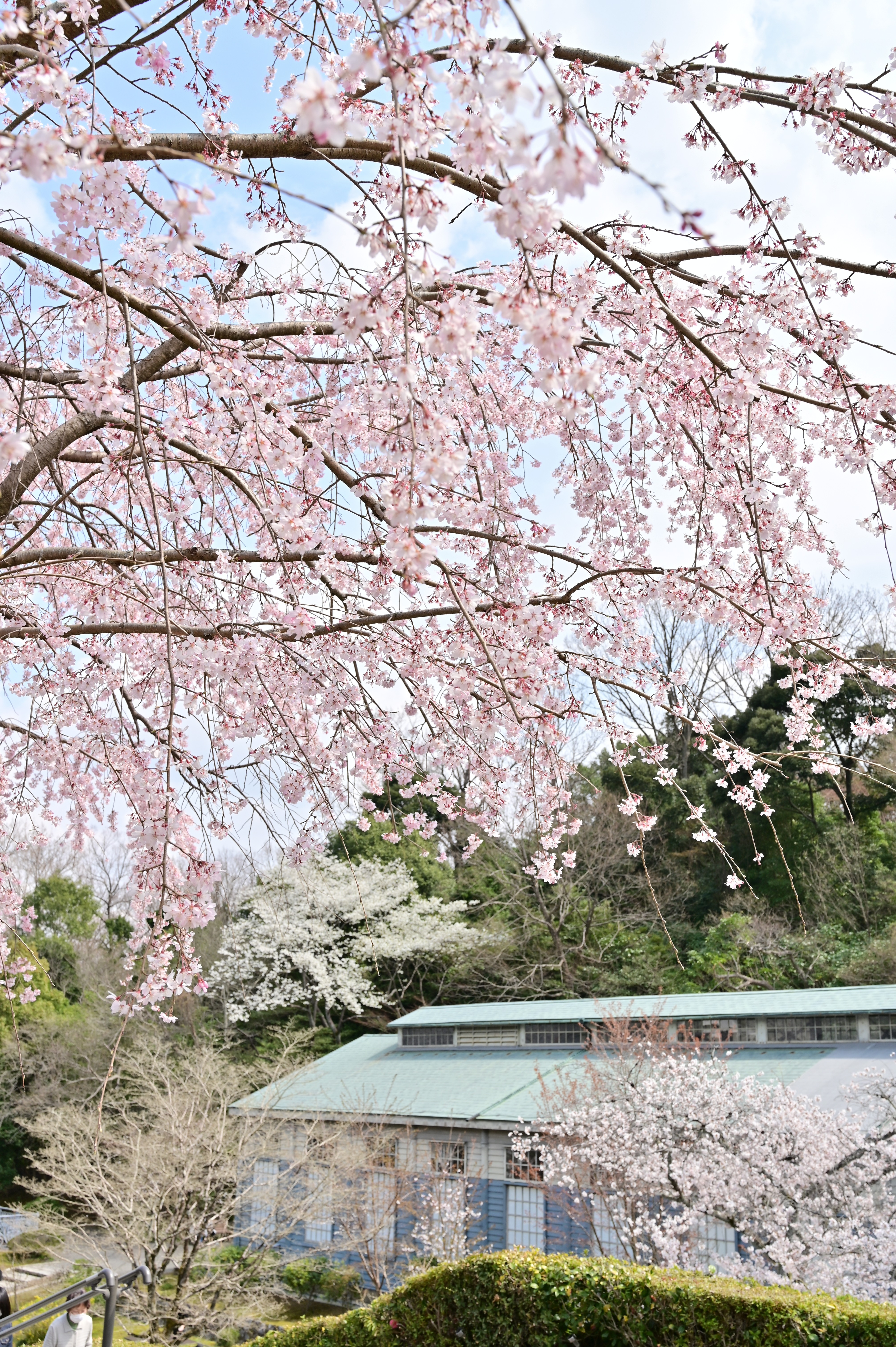
تتفتح حوالي 1000 زهرة كرز في القرية في فصل الربيع (مصنع شيمباشي التابع لمكتب السكك الحديدية اليابانية)

كان عصر ميجي هو فترة مهمة في تاريخ اليابان حيث حدثت تغيرات كبيرة. بعد فترة طويلة من العزلة وعدم التأثر بالعالم الخارجي، قررت اليابان استيعاب بعض الأفكار والتقنيات من الدول الغربية. هذه الأفكار تشمل طرق البناء وأساليب البناء.
قامت اليابان بتغييرات كبيرة في البناء والعمارة. ولكن بعض المباني القديمة التي كانت تمثل أهمية ثقافية وتاريخية تم هدمها.
لحسن الحظ، كان هناك مجموعة من المهندسين المعماريين و أبرزهم يوشيرو تانيجوتشي و موتوو تسوتشي كاوا الذين شعرا بالحزن لفقدان هذه المباني القديمة. قرروا العمل معًا لإنشاء متحف يحتفظ بتلك المباني ويحافظ عليها. قدمت شركة السكك الحديدية في ناغويا التمويل للمشروع وشاركت في إنشاء المتحف.
في 18 مارس 1965، تم افتتاح ميجي-مورا كمتحف للجمهور. يقع المتحف بالقرب من بحيرة إيروكا، ويضم مجموعة من المباني التاريخية المهمة من عصر ميجي. تعمل شركة السكك الحديدية في ناغويا على تشغيل المتحف والمحافظة عليه.
هذا المتحف هو وسيلة رائعة لنا لفهم الثقافة والتاريخ الياباني، حيث يمكننا رؤية المباني التي تم بناؤها منذ سنوات عديدة ونتعلم عن الأساليب والتقنيات التي استخدموها في البناء
هدف ميجي-مورا هو الاحتفاظ بالمباني القديمة التاريخية التي تم تصميمها بأسلوب العمارة الغربية وتم دمجها مع تقنيات ومواد البناء التقليدية اليابانية. يعتبر هذا المتحف مكانًا يحمي تلك المباني ويحافظ عليها، ويسمح للناس بزيارتها واكتشاف تلك الأمثلة القيمة من التاريخ الياباني. بالذات تلك التي جاورت المباني التي دمرت في الحرب العالمية الثانية او التي هدمت بعد الحرب في فترة إنقالية و إعادة البناء و التنمية المطردة في اليابان.
على الرغم من أن شركة Nagoya Railroad لا تزال تدير ميجي-مورا، إلا أنه تم إنشاء شركة فرعية في عام 2003 للإشراف على المتحف وقربه من مدينة ليتل ورلد. وبسبب مشاكل مالية حدثت مؤخرًا مع شركة Nagoya Railroad، فإن مستقبل المتحف يثير بعض التساؤلات.
بالرغم من التحديات المالية التي تواجه ميجي-مورا، إلا أن هناك جهودًا جارية للحفاظ على هذا المتحف الثقافي الهام. تعمل الشركة الفرعية التي تأسست في عام 2003 على إدارة المتحف وضمان استمراريته. تتضمن جهود الحفاظ على المتحف إجراء أعمال التجديد ونقل بعض المباني الثقافية إلى مكان آخر للمحافظة عليها وتسهيل الوصول إليها.
تم تعليق أعمال التجديد لبعض الوقت، ولكن الآن تم بدء العمل في نقل شيباكاوا ياشيكي من مدينة نيشينوميا في محافظة هيوغو في يناير 2005. يهدف هذا النقل إلى الحفاظ على المبنى وتوفير بيئة مناسبة للزوار للاستمتاع بتجربة تعليمية فريدة واكتشاف التراث الثقافي للعصور القديمة في اليابان.

## البنايات
تم الاحتفاظ ببعض المباني الهامة التاريخية والثقافية في المتحف، بما في ذلك بعض المباني اليابانية التقليدية وأخرى من العصور اللاحقة. تم تصنيف 11 مبنى على أنها مواقع ثقافية مهمة، وتم تسجيل معظم المباني الأخرى كأصول ثقافية هامة.
يحتوي المتحف على مبانٍ من هاواي وسياتل في الولايات المتحدة، وحتى من البرازيل. ويوفر المتحف وسائل نقل مختلفة مثل القاطرة البخارية وعربة الشارع والحافلات والعربات التي تجرها الخيول للتجول داخل الموقع.
وبالإضافة إلى ذلك، يتضمن المتحف مكتب بريد تاريخي يعمل حتى اليوم، والذي يعتبر جزءًا من المباني الـ67 الموجودة في المتحف. وعلى الرغم من أن بعض المباني فارغة إلى حد ما، إلا أن البعض الآخر يحتوي على شاشات تعرض تاريخ المبنى والفترة التاريخية التي ينتمي إليها وأثاث قديم وشاشات عرض أخرى.
تم حفظ مدخل و ردهة فندق إمبيريال ونقلهما من طوكيو بين عامي 1967 و 1985. على الرغم من البقاء على المدخل والردهة فقط، إلا أنها أكبر مبنى في ميجي مورا.
تشمل المباني الأخرى المحفوظة في Meiji Mura منزل كويزومي ياكومو الصيفي من شيزوكا (1868) ، وكنيسة القديس يوحنا من كيوتو (1907) التي صممها جيمس ماكدونالد غاردينر وكاتدرائية القديس فرانسيس كزافييه الكاثوليكية القديمة في كيوتو (1890). الكاتدرائية السابقة متاحة للإيجار لحفلات الزفاف.

هناك منزل تجاري تقليدي في ناغويا يسمى بيت توماتسو، وقد بني في عام 1901 في حي فونياري. هذا المنزل أفلت من قصف الغارة الجوية الأمريكية على ناغويا خلال الحرب العالمية الثانية وتم نقله إلى المتحف في السبعينيات. تم تحديده من قبل الحكومة كممتلكات ثقافية مهمة. يعرض المنزل للزوار ليروا كيف كانت المنازل في تلك الحقبة وكيف تم بناؤها وتصميمها. حيث يمكنك رؤية نموذجًا صغيرًا لكيف كانت المدينة والحي قبل الحرب. 

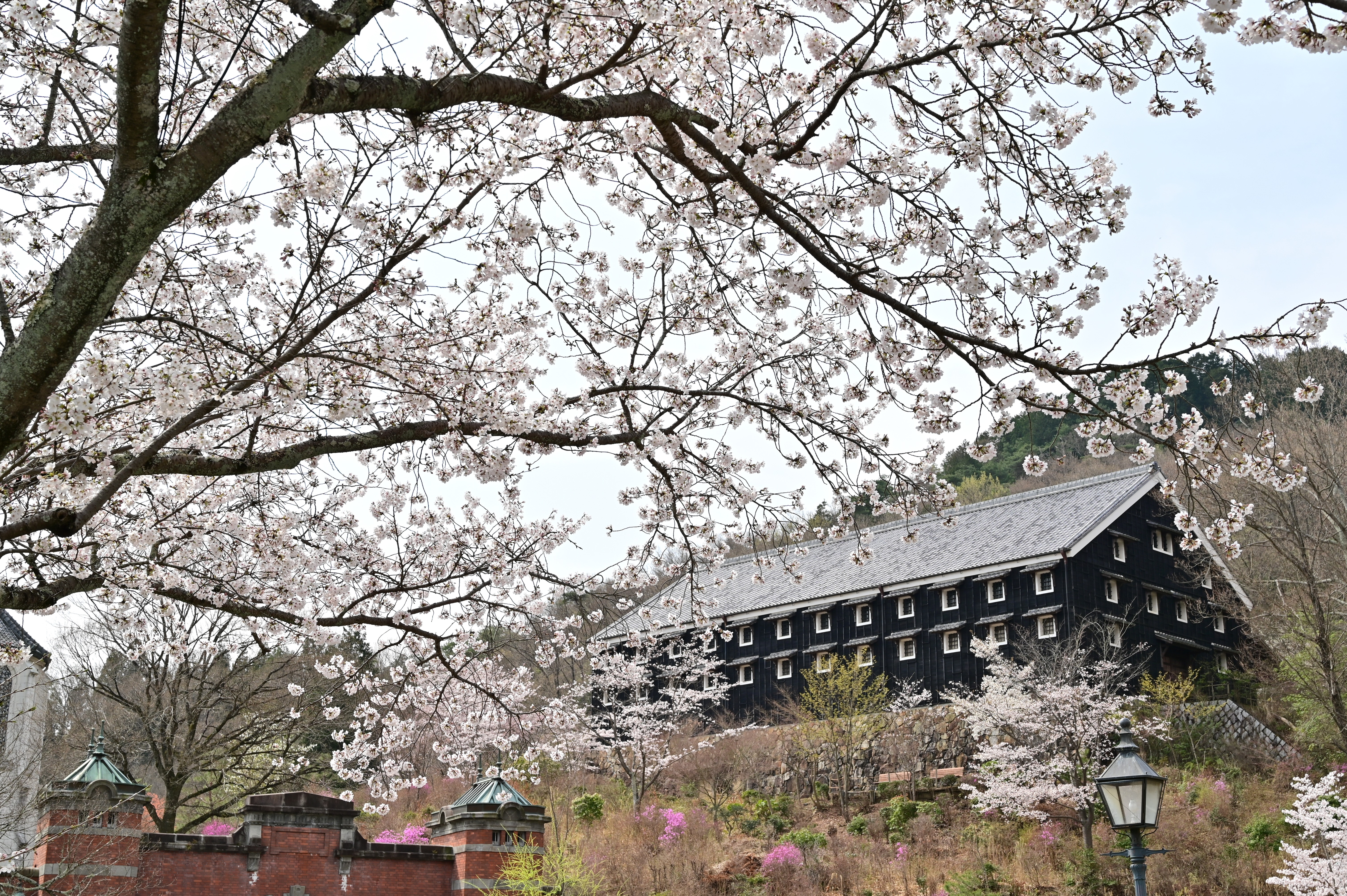
بيت عمل الجعة "كيكونويو"
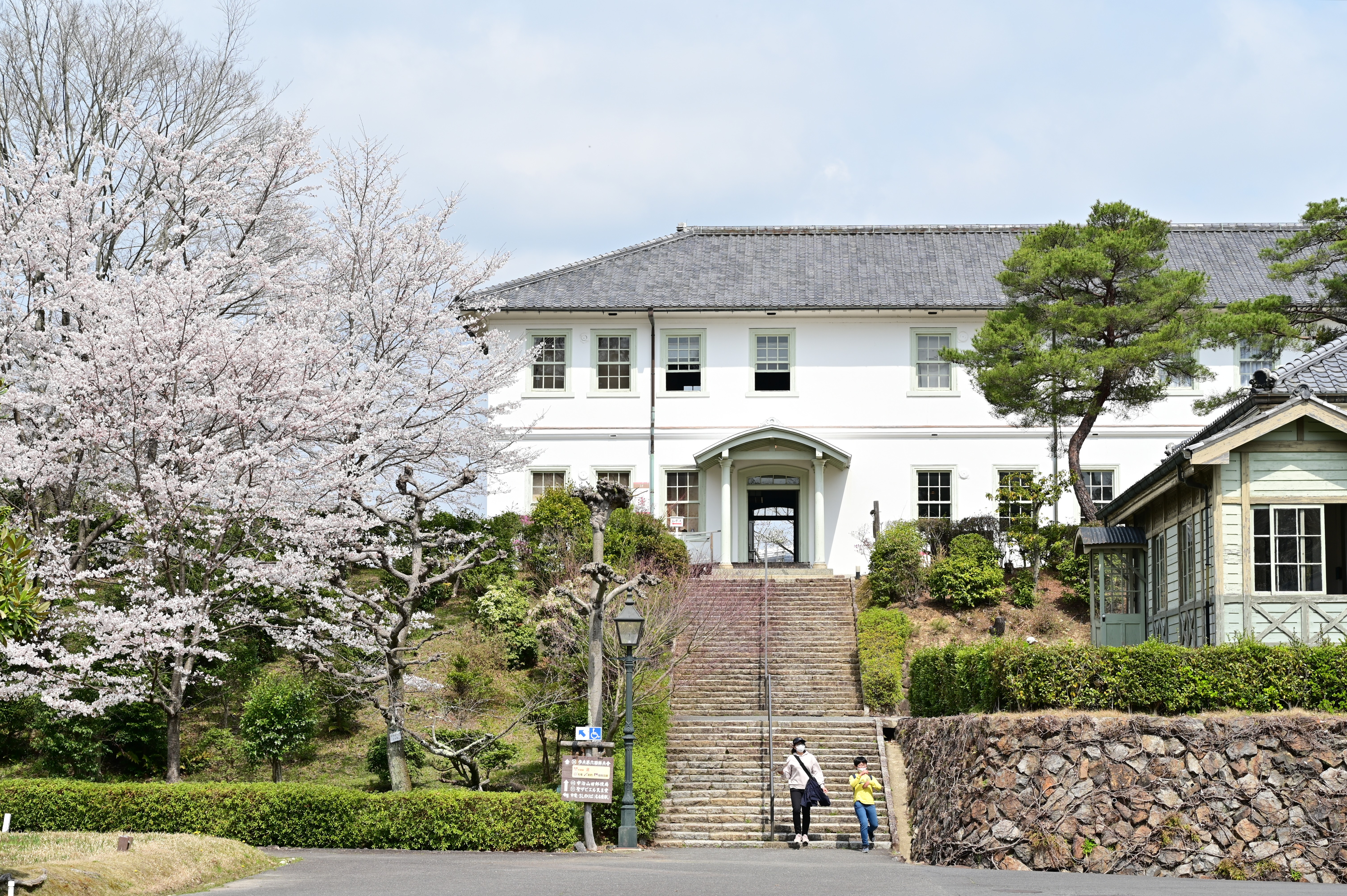
ثكنة ، فوج المشاة السادس
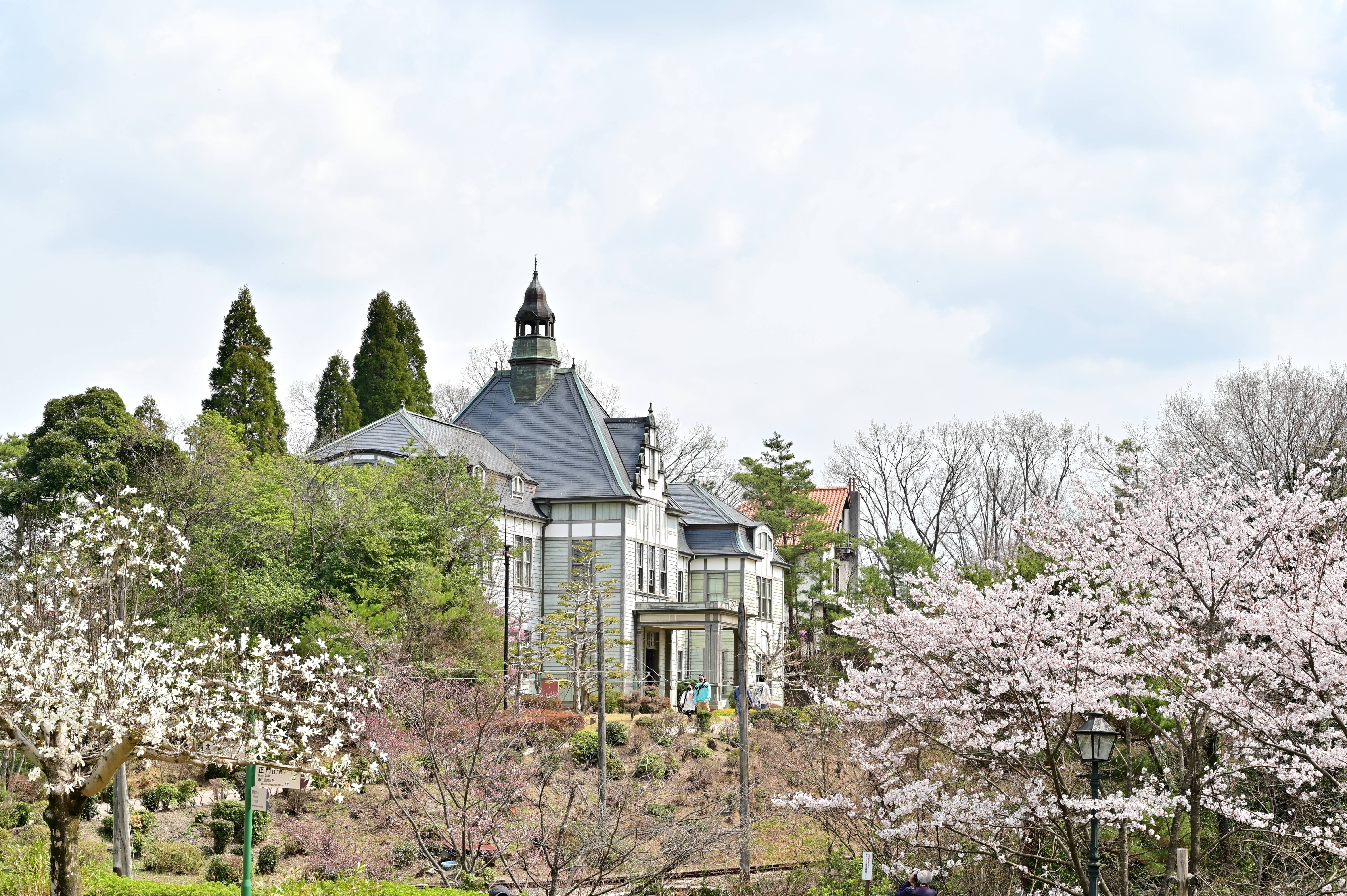
معهد كيتاساتو
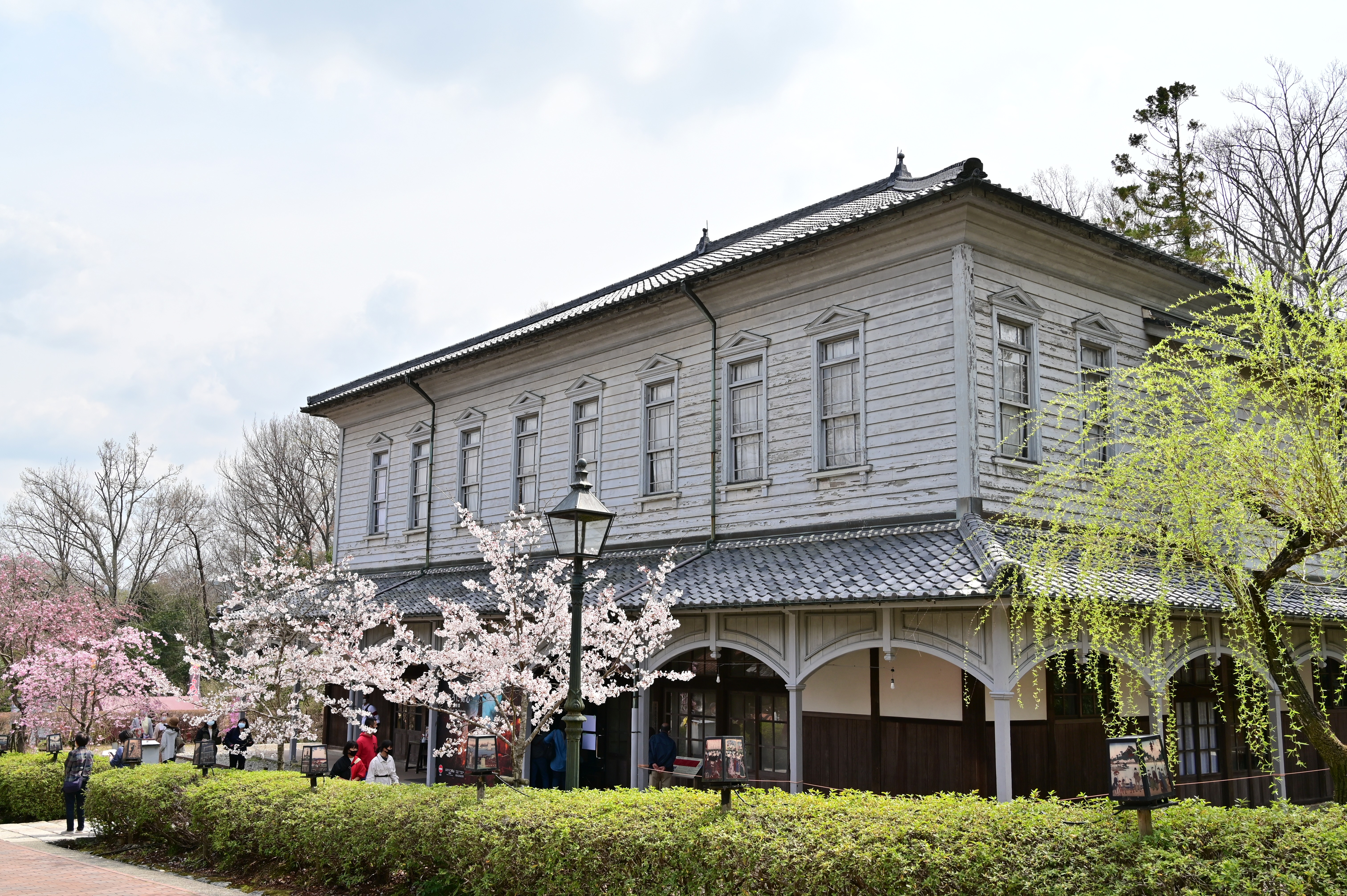
قاعة ، مدرسة تشيهايا - أكاساكا الابتدائية
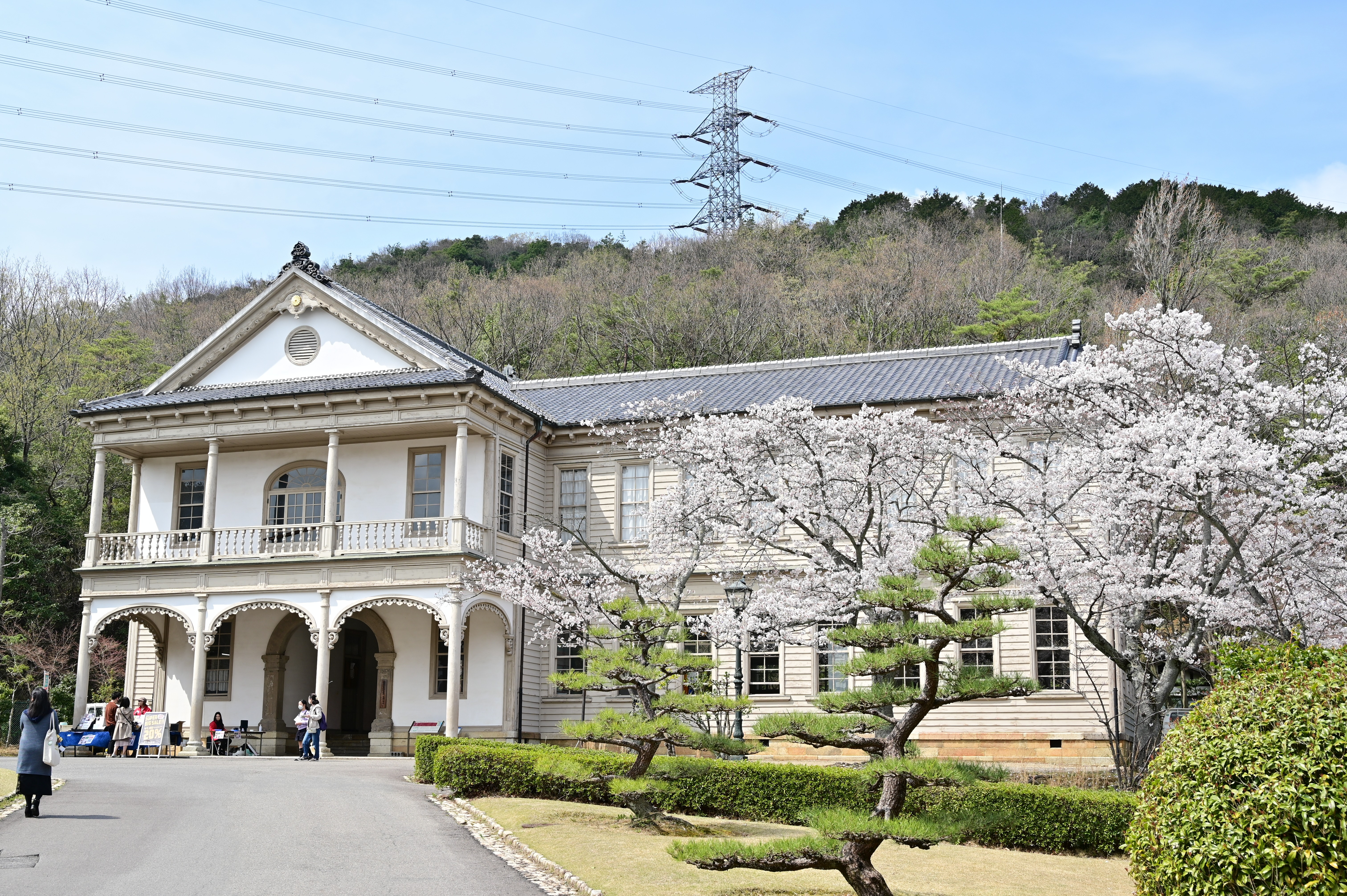
مدرسة محافظة مي العامة
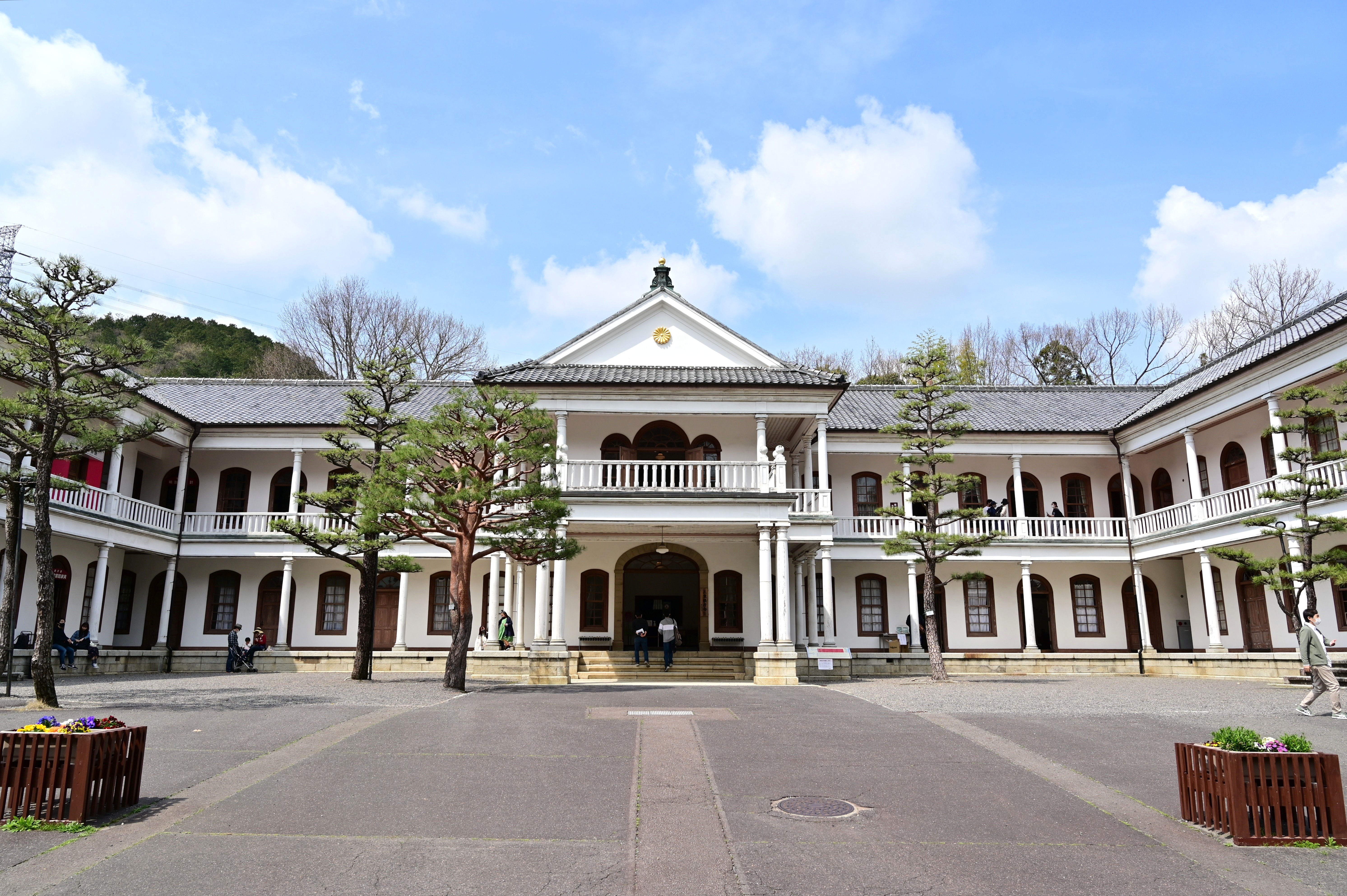
مكتب محافظة ميه
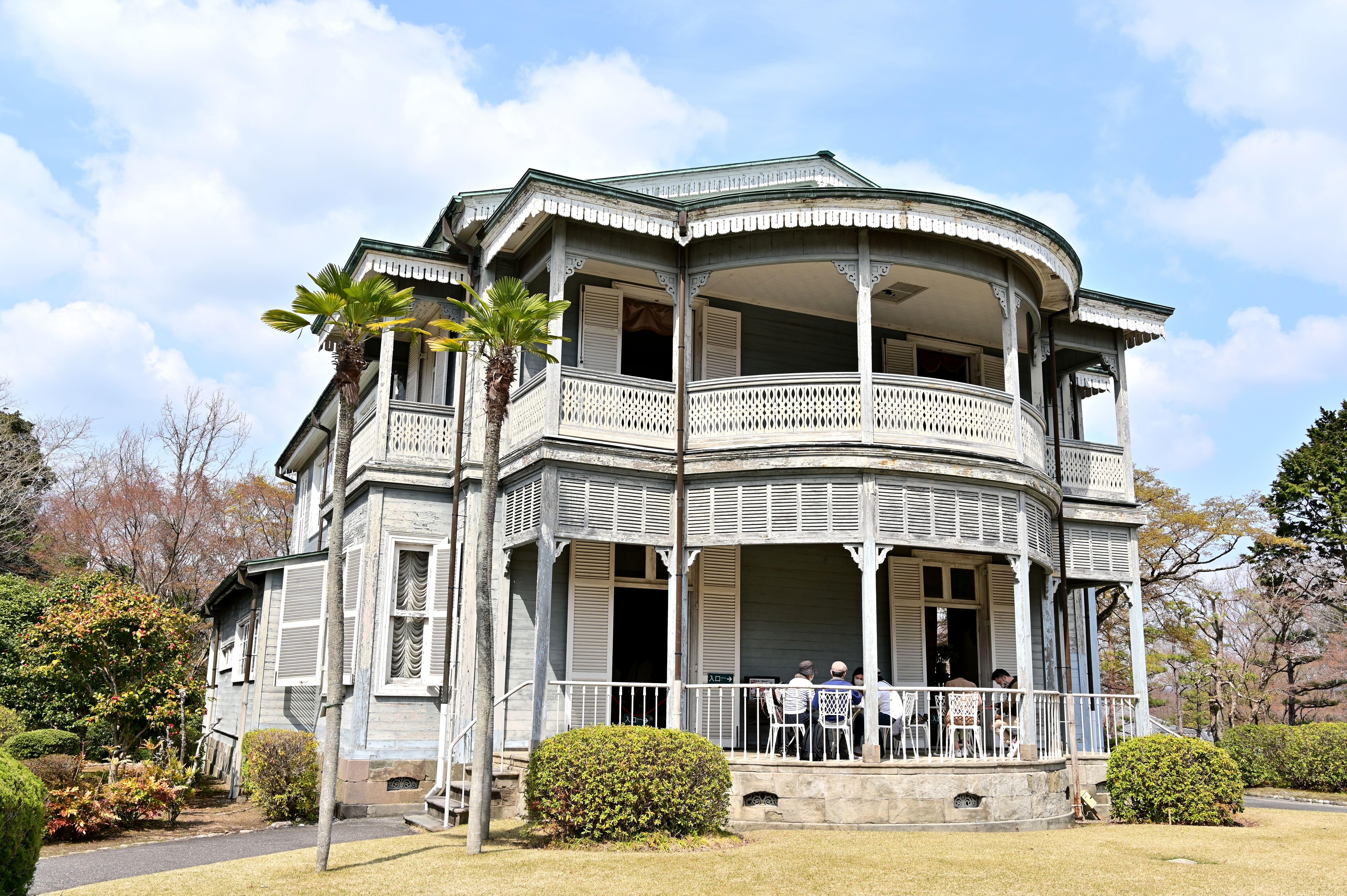
قاعة استقبال منزل ماركيز تسوكيميتشي سايغو
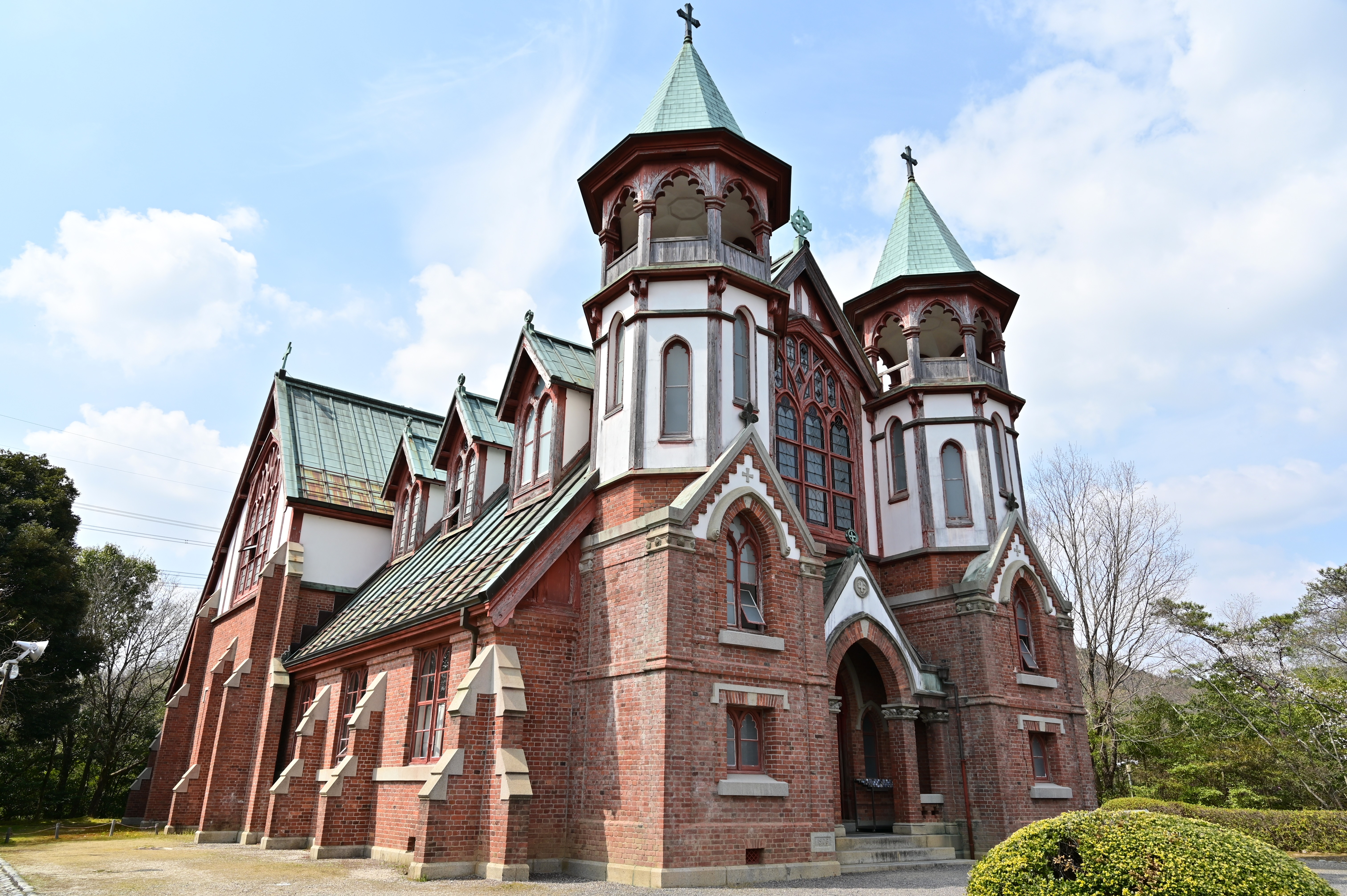
كنيسة القديس يوحنا من كيوتو
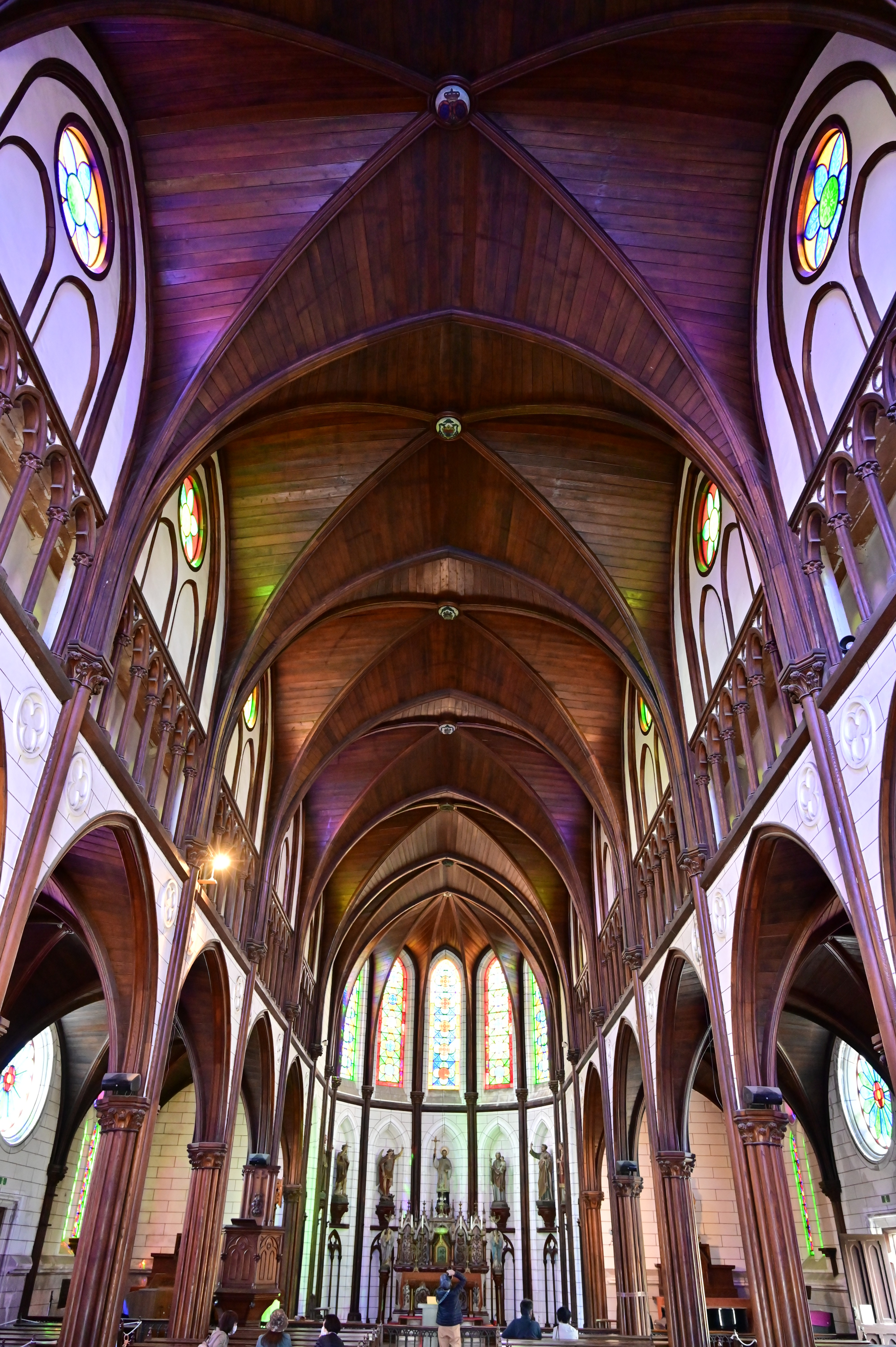
كاتدرائية القديس فرنسيس كزافييه
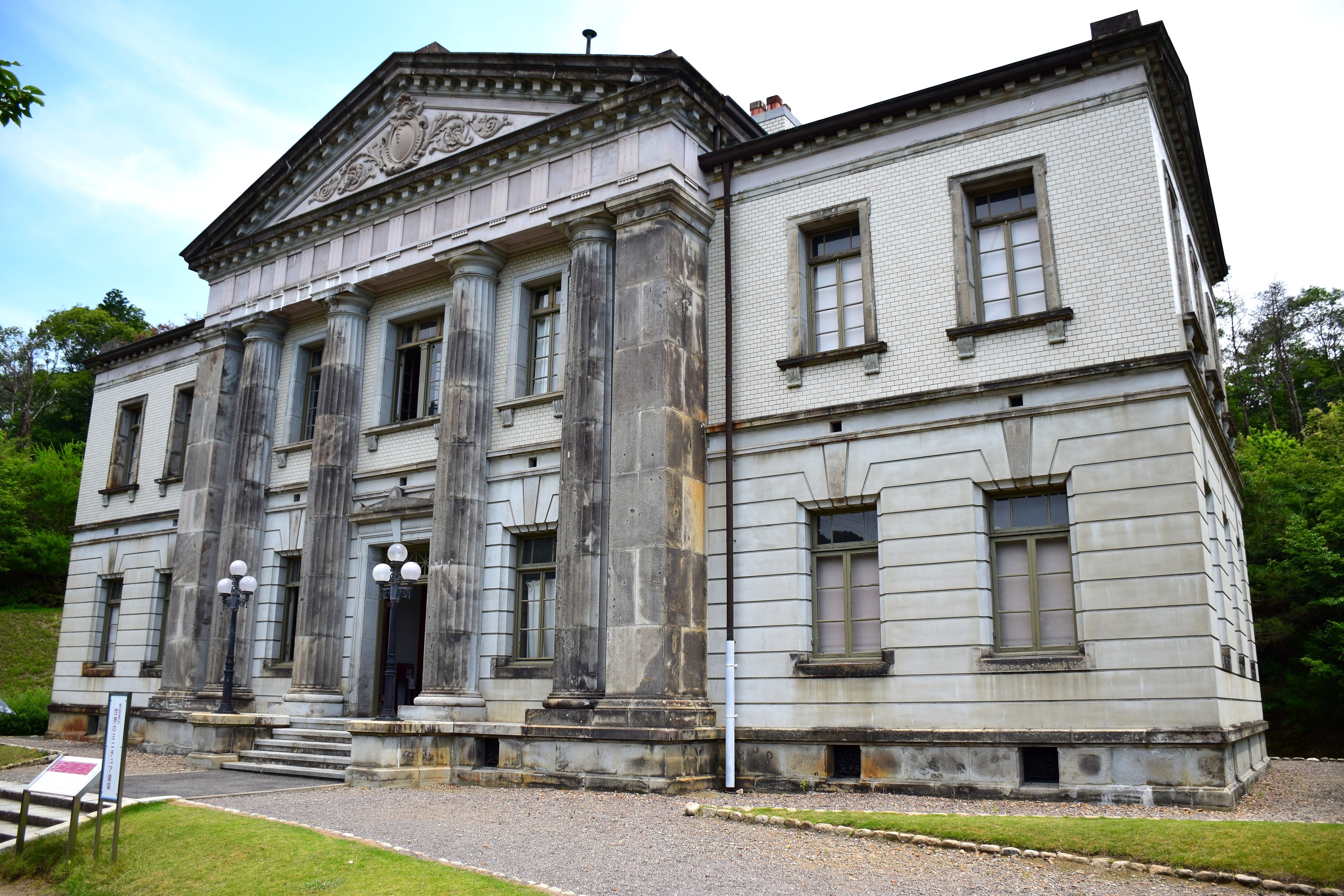
مكتبة مجلس الوزراء في القصر الإمبراطوري بطوكيو
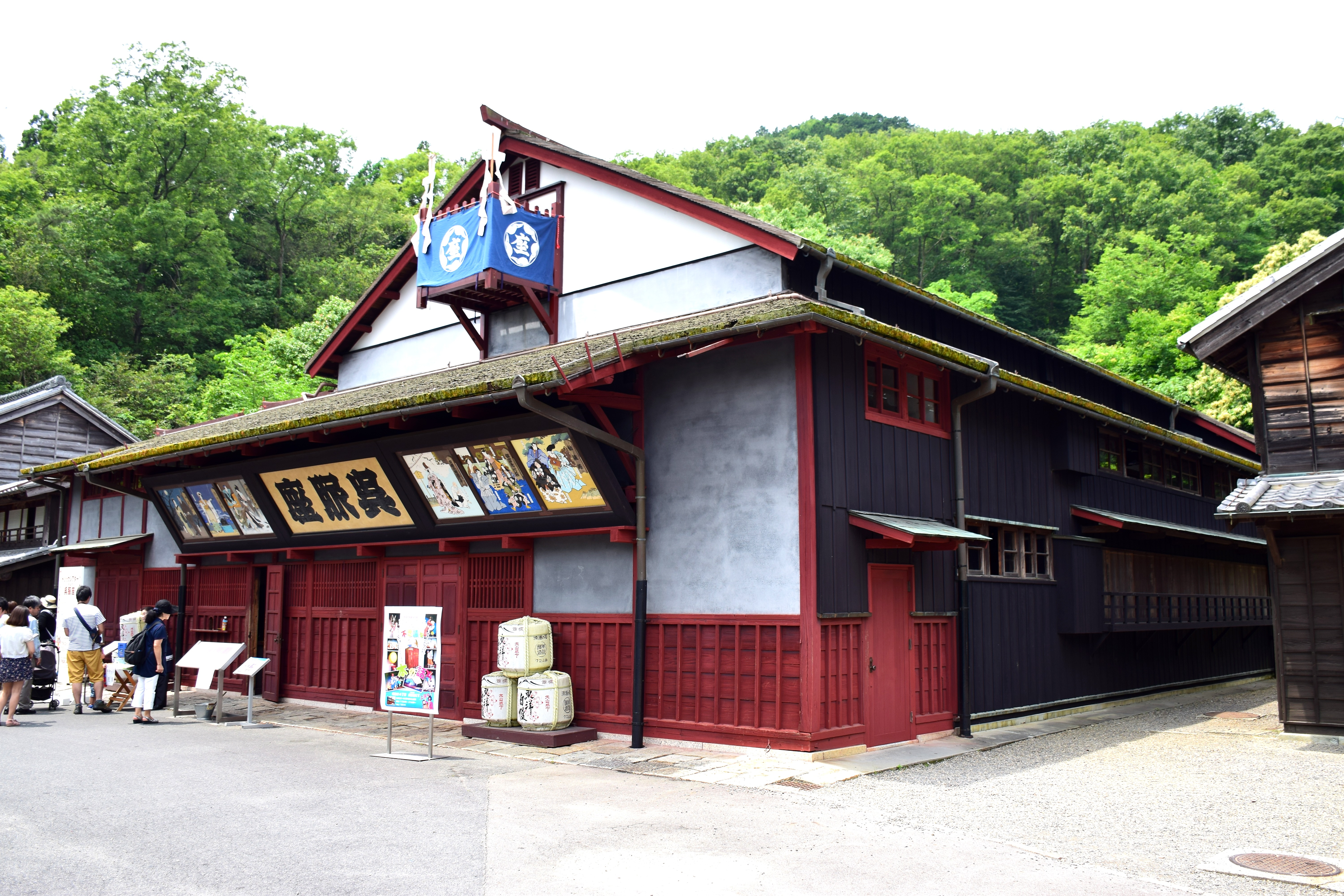
مسرح كوريها زا ، بني عام 1868
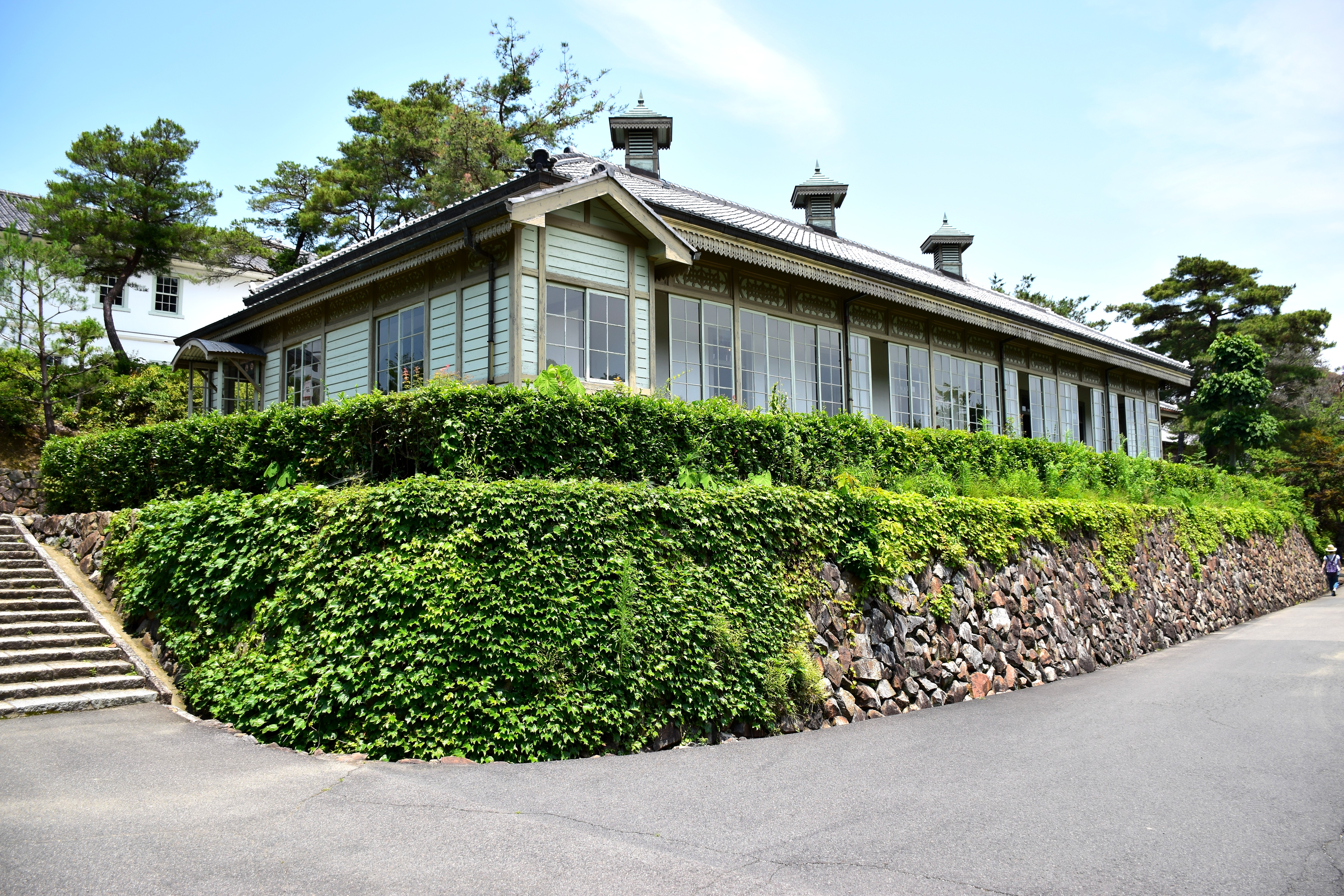
المستشفى المركزي لجمعية الصليب الأحمر اليابانية ، بُني عام 1890
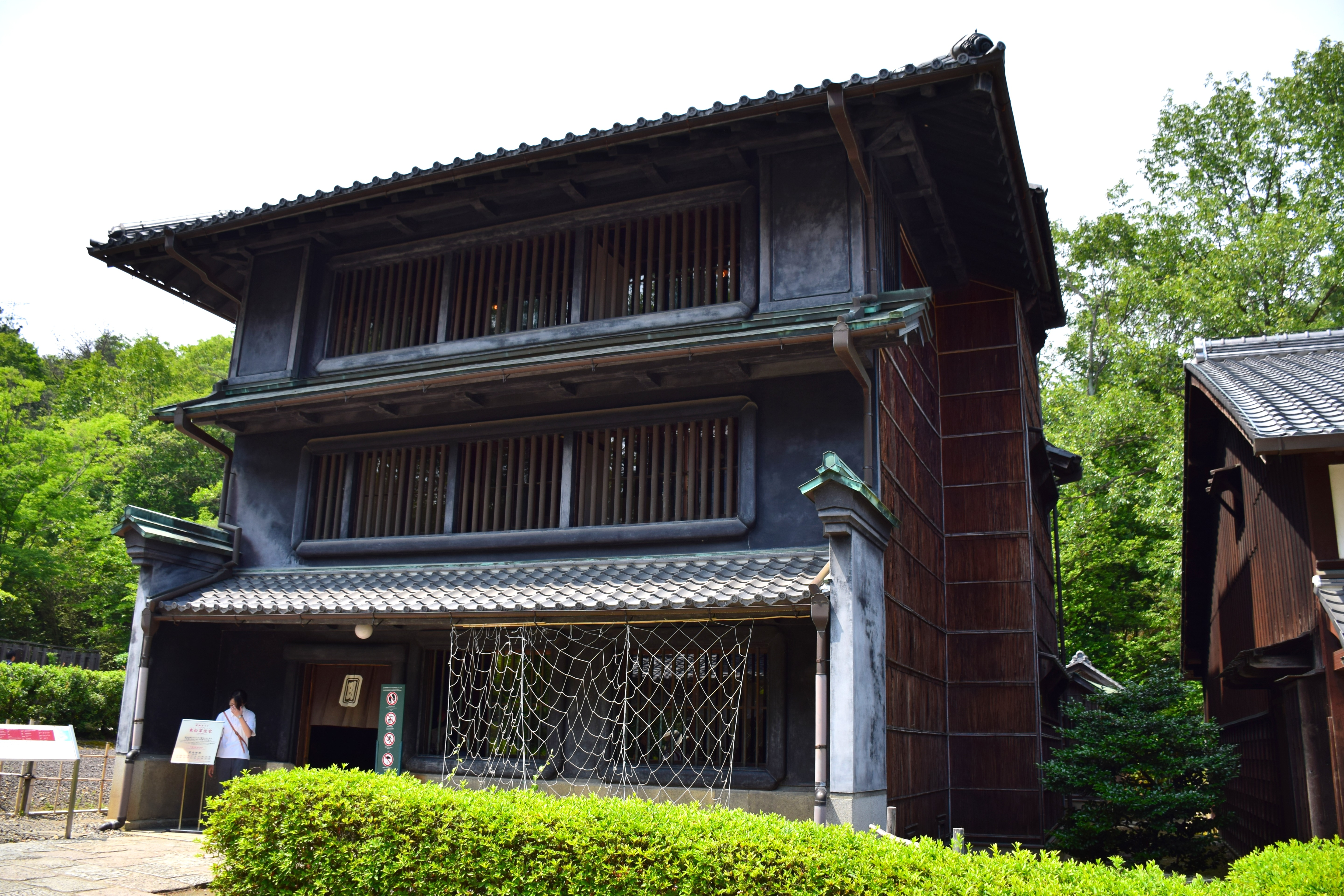
منزل توماتسو, حي فوناري ، ناغويا ، بني عام 1901
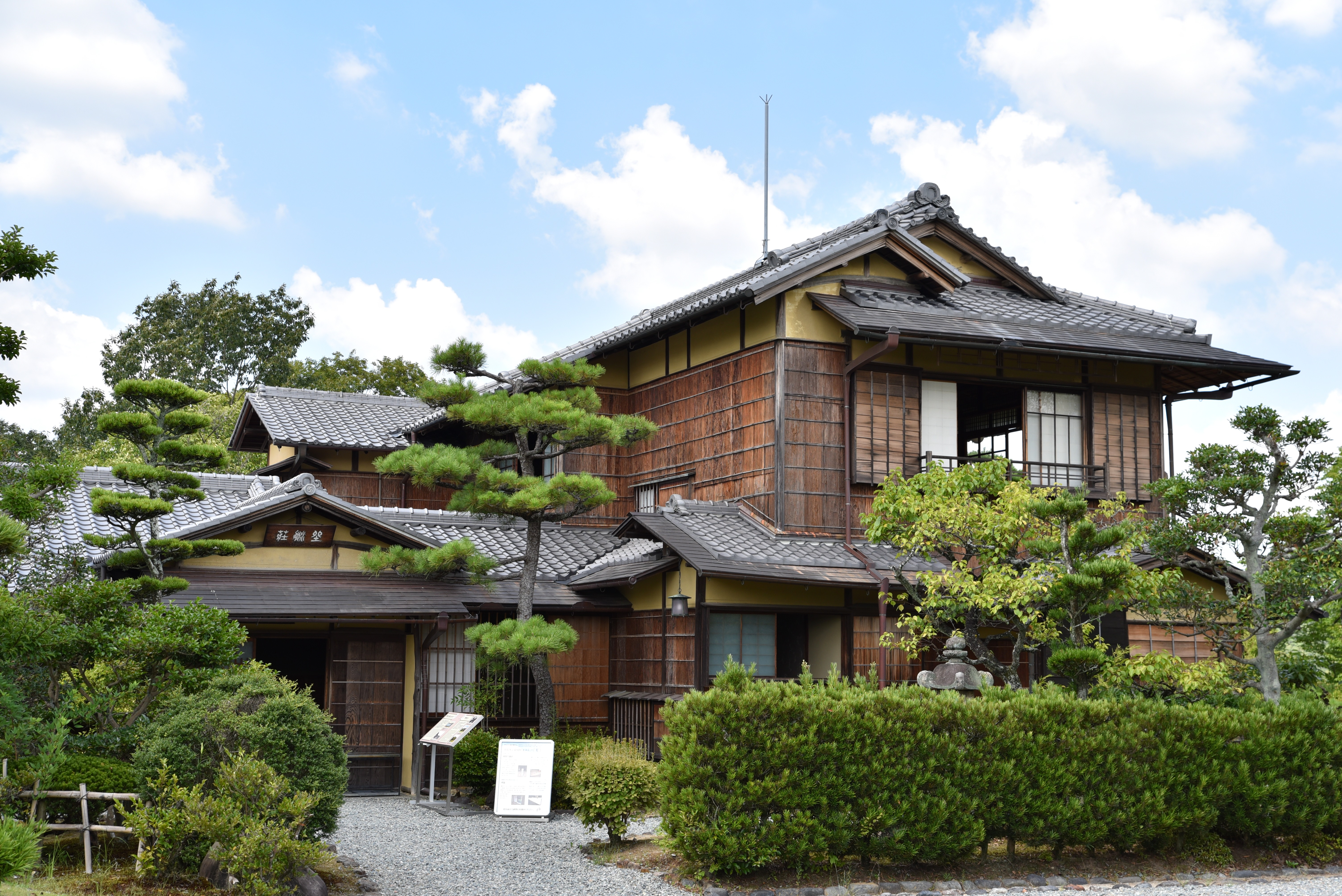
فيلا الامير كيمموتشي ساينوجي
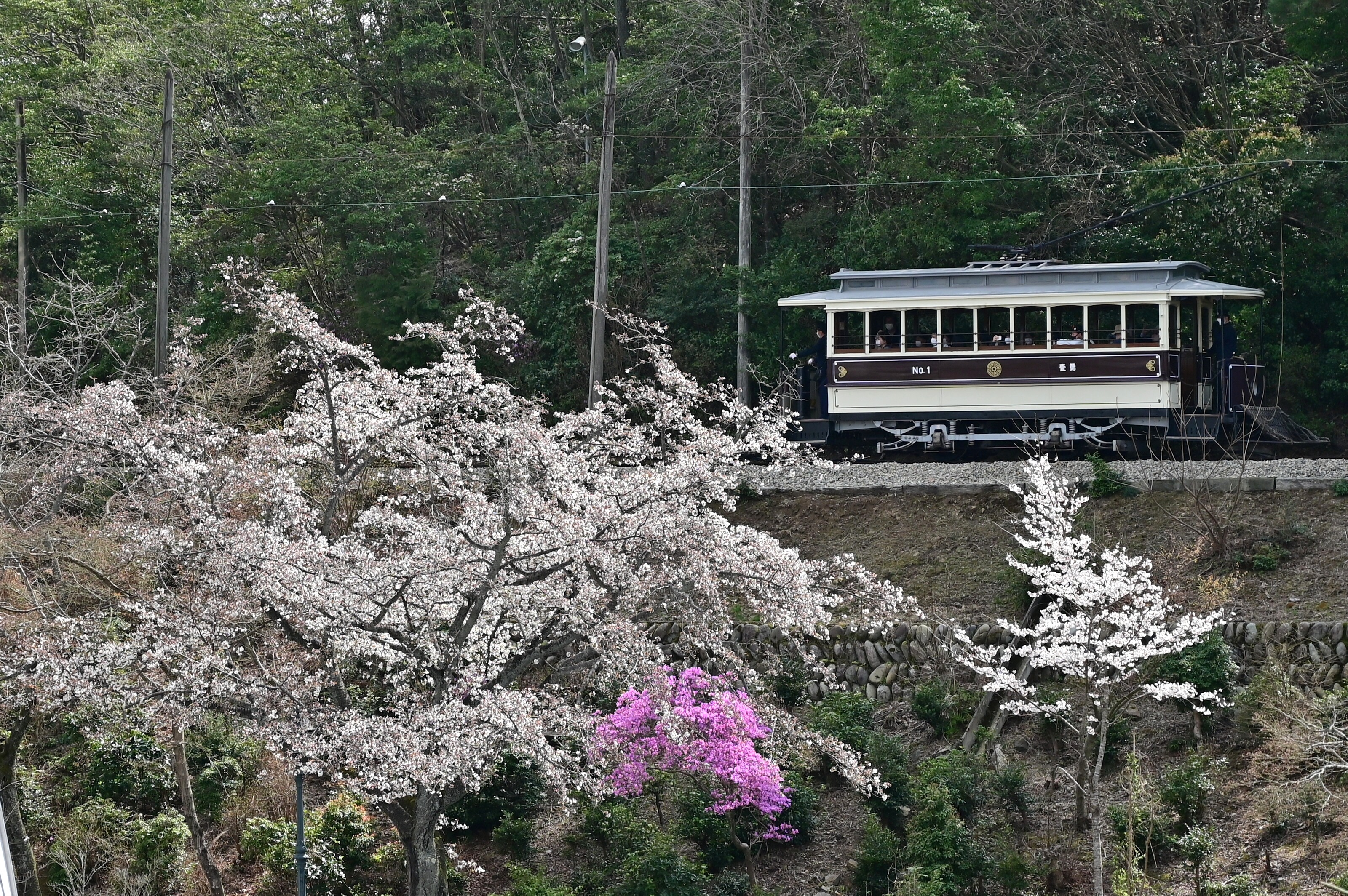
ترام كيوتو و تحفظ بشكل ديناميكي

## رؤساء القرى
عمل ممثلون يابانيون مشهورون كرئيس فخري للقرية.
1. موسى توكوغاوا (1965 ~ 1971)
2. هيسايا موريشيجي (1971 ~ 2004)
3. شويتشي أوزاوا (2004 ~ 2012)
4. سوكو أغاوا (2015 إلى الوقت الحاضر)

## أنظر أيضا
- شوا مورا
- تايشو مورا
- معاهدة بورتسموث ، 1905 – انظر الجدول الذي استخدمه المفاوضون الروس واليابانيون
- متحف Edo-Tokyo Open Air Architectural
- قرية جرينفيلد

## روابط خارجية
- موقع Meiji Mura الرسمي
- مقال عن ميجي مورا من مجلة تايم آسيا 2004/08/30

قالب:Meitetsu Group